# Lecanactis subabietina
Lecanactis subabietina är en lavart som beskrevs av Coppins & P. James. Lecanactis subabietina ingår i släktet Lecanactis och familjen Roccellaceae.   Inga underarter finns listade i Catalogue of Life.